# 大木暁
大木 暁（おおき さとる、1992年12月8日 - ）は、東京都出身の元サッカー選手。ポジションは、ディフェンダー。

## 経歴
東京ヴェルディの下部組織出身。2015年、駒澤大学から東京ヴェルディへ加入。
2016年12月29日、AC長野パルセイロへ期限付き移籍。シーズン終了後、東京V・長野双方から退団が発表された。同年12月に行われたJリーグ合同トライアウトに出場した。
2018年より栃木ウーヴァFCに加入。2019年シーズン終了後、契約満了により退団。
2020年、VONDS市原に加入。シーズン終了後に退団した。
2021年3月30日、現役引退が発表された。

## 所属クラブ
ユース時代
- 加平小SSS
- 2002年 - 2004年 東京ヴェルディジュニア（足立区立加平小学校）
- 2005年 - 2007年 東京ヴェルディジュニアユース（足立区立青井中学校）
- 2008年 - 2010年 東京ヴェルディユース（ウィザス高等学校）
- 2011年 - 2014年 駒澤大学

プロ経歴
- 2015年 - 2017年 東京ヴェルディ
  - 2017年 AC長野パルセイロ（期限付き移籍）
- 2018年 - 2019年 栃木ウーヴァFC/栃木シティFC
- 2020年 VONDS市原

## 個人成績
| 国内大会個人成績 | 国内大会個人成績 | 国内大会個人成績 | 国内大会個人成績 | 国内大会個人成績 | 国内大会個人成績 | 国内大会個人成績 | 国内大会個人成績 | 国内大会個人成績 | 国内大会個人成績 | 国内大会個人成績 | 国内大会個人成績 |
| 年度             | クラブ           | 背番号           | リーグ           | リーグ戦         | リーグ戦         | リーグ杯         | リーグ杯         | オープン杯       | オープン杯       | 期間通算         | 期間通算         |
| 年度             | クラブ           | 背番号           | リーグ           | 出場             | 得点             | 出場             | 得点             | 出場             | 得点             | 出場             | 得点             |
| 日本             | 日本             | 日本             | 日本             | リーグ戦         | リーグ戦         | リーグ杯         | リーグ杯         | 天皇杯           | 天皇杯           | 期間通算         | 期間通算         |
| ---------------- | ---------------- | ---------------- | ---------------- | ---------------- | ---------------- | ---------------- | ---------------- | ---------------- | ---------------- | ---------------- | ---------------- |
| 2015             | 東京V            | 19               | J2               | 5                | 0                | -                | -                | 2                | 0                | 7                | 0                |
| 2016             | 東京V            | 19               | J2               | 9                | 0                | -                | -                | 3                | 0                | 12               | 0                |
| 2017             | 長野             | 27               | J3               | 1                | 0                | -                | -                | 4                | 0                | 5                | 0                |
| 2018             | 栃木U /栃木C     | 2                | 関東1部          | 17               | 0                | -                | -                | -                | -                | 17               | 0                |
| 2019             | 栃木U /栃木C     | 2                | 関東1部          | 14               | 1                | -                | -                | 0                | 0                | 14               | 1                |
| 2020             | V市原            | 16               | 関東1部          | 3                | 0                | -                | -                | 1                | 0                | 4                | 0                |
| 通算             | 日本             | 日本             | J2               | 14               | 0                | -                | -                | 5                | 0                | 19               | 0                |
| 通算             | 日本             | 日本             | J3               | 1                | 0                | -                | -                | 4                | 0                | 5                | 0                |
| 通算             | 日本             | 日本             | 関東1部          | 34               | 1                | -                | -                | 1                | 0                | 35               | 1                |
| 総通算           | 総通算           | 総通算           | 総通算           | 49               | 1                | -                | -                | 10               | 0                | 59               | 1                |

- Jリーグ初出場 - 2015年7月22日 J2第25節 対ロアッソ熊本（うまかな・よかなスタジアム）

## タイトル
東京ヴェルディジュニア
- 2004年 ダノンネーションズカップ in JAPAN

東京ヴェルディジュニアユース
- 2006年 ナイキプレミアカップ

東京ヴェルディユース
- 2010年 日本クラブユースサッカー選手権 (U-18)大会